# قائمة مدن غامبيا

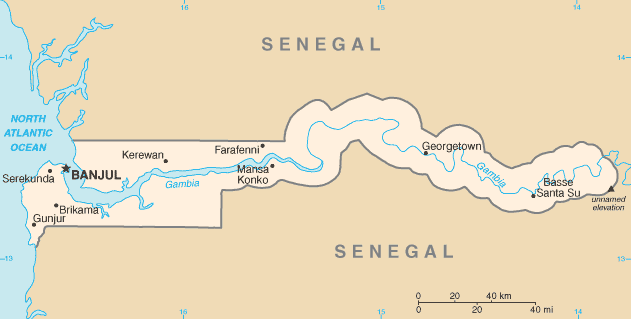
خريطة غامبيا

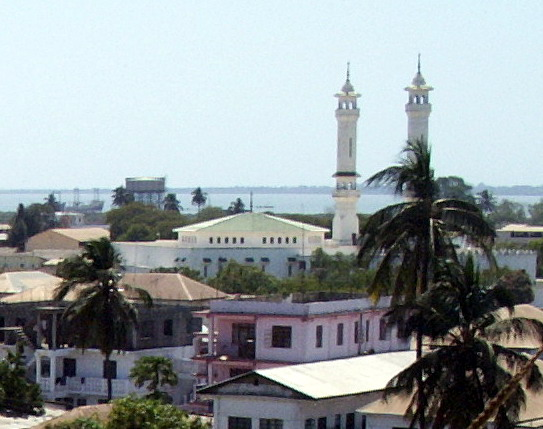
بانجول، عاصمة غامبيا

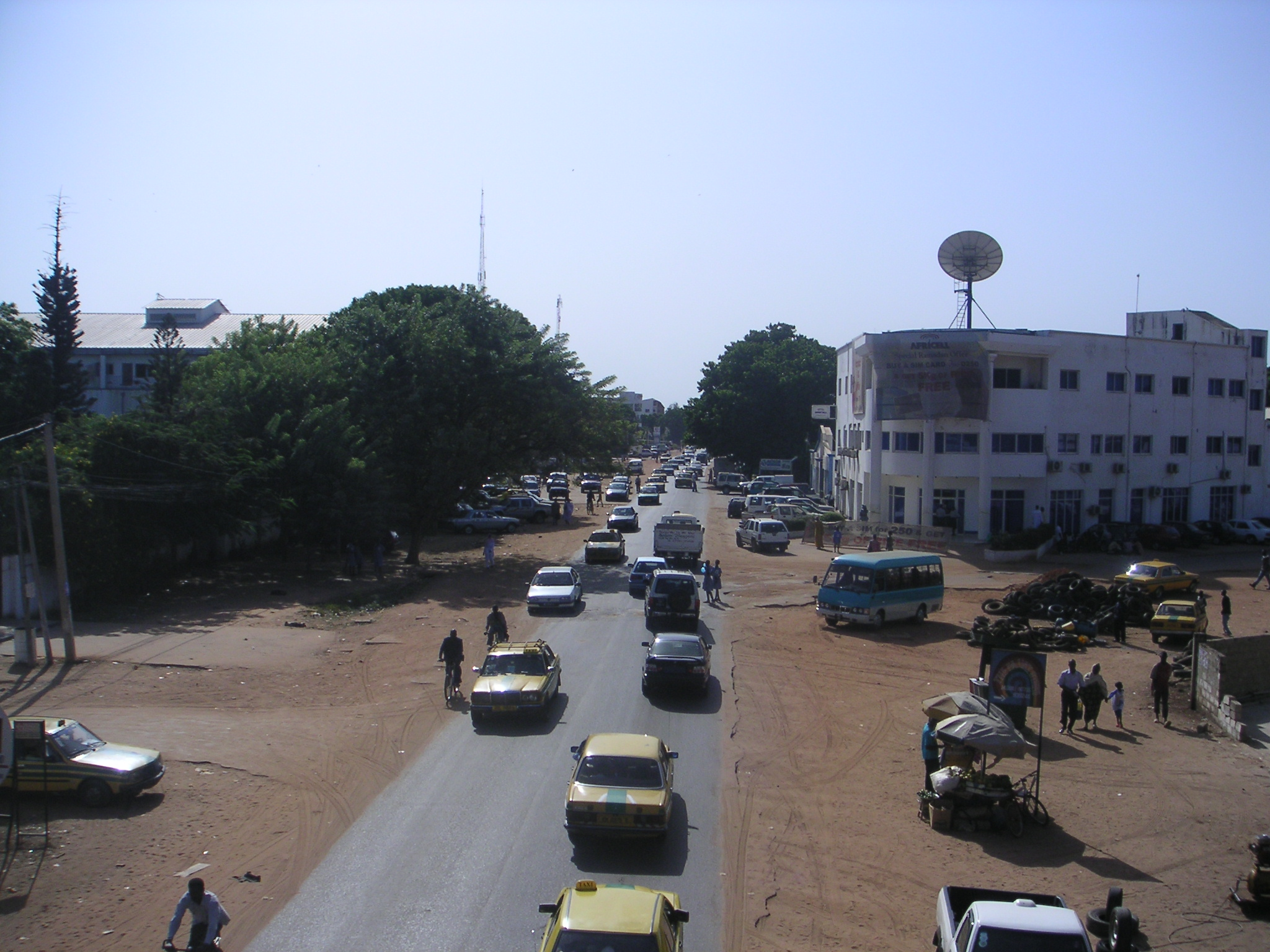
مركز مدينة سيريكوندا

هذه قائمة بالمدن والبلدات الرئيسية في دولة غامبيا .
- أبوكو 6,570
- باكاو
- بانجول
- بانسانغ
- باس سانتا سو
- بريكاما
- بروفوت
- فرافيني
- جيمارا باكادجي
- جونجور
- جانجانبوريه (جورج تاون)
- الجفورة
- كالاجي
- كينلا
- كيريوان
- كولولي
- القنطور
- لامين (قسم الضفة الشمالية)
- لامين (القسم الغربي)
- مانسا كونكو
- نعمة كونكو
- سيريكوندا
- سوما
- سوكوتا
- تانجي

## روابط خارجية
- World Gazetteer: Gambia - largest cities (per geographical entity) at Archive.is (نسخة محفوظة 2013-01-06)